# 前田喜四雄
前田 喜四雄（まえだ きしお、1944年 - ）は、日本の哺乳類学者。NPO法人東洋蝙蝠研究所理事長。奈良教育大学名誉教授。

## 来歴
- 1944年　岡山県生まれ[1]。
- 1967年　北海道大学農学部農業生物学科卒。
- 1972年　北海道大学大学院農学研究科博士課程単位取得退学、朝日大学歯学部助手(口腔解剖学第1講座)。
- 1982年　北海道大学より農学博士の学位を取得。 学位論文は「Studies on the classification of miniopterus in Eurasia, Australia and Melanesia(ユーラシア,オーストラリア,メラネシアにおけるユビナガコウモリ属の分類学的研究) 」[2]。奈良教育大学理科教育助教授。
- 1990年　奈良教育大学教授(附属自然環境教育センター)・同センター長を経て、奈良教育大学名誉教授。

## 著書
- 阿部永; 石井信夫; 伊藤徹魯; 金子之史; 前田喜四雄; 三浦慎悟; 米田政明 (2008), 自然環境研究センター(編), ed., 日本の哺乳類 (改訂2版 阿部永(監修) ed.), 東海大学出版会, ISBN 9784486018025
- 前田喜四雄 (1986), “翼手類(目)(Chiroptera)”, in 後藤仁敏; 大泰司紀之, 歯の比較解剖学, 医歯薬出版, pp. 144-148, ISBN 4263400704

## 論文
- 国立情報学研究所収録論文 国立情報学研究所
- 金子之史; 前田喜四雄 (2002), “日本人の研究者による哺乳類の学名と模式標本のリスト”, 哺乳類科学 (日本哺乳類学会) 42 (1):  1-21, doi:10.11238/mammalianscience.42.1, ISSN 0385437X
- MOTOKAWA Masaharu; MAEDA Kishio (2002), “Preserved paratypes of Kuroda's (1924) Ryukyu mammals”, Mammal study (日本哺乳類学会) 27 (2):  145-147, doi:10.3106/mammalstudy.27.145, ISSN 13434152